# Bahnhof Javel
Der Bahnhof Javel (französisch: Gare de Javel) ist eine Station des Pariser Schnellbahnnetzes Réseau express régional d’Île-de-France (RER). Er wird seit 1979 von deren Linie C bedient. Eröffnet wurde er im Jahr 1900, im Zuge der Inbetriebnahme des ersten Abschnitts der Bahnstrecke Paris-Invalides–Versailles-Rive-Gauche (Ligne des Invalides) von Issy-les-Moulineaux zum neuen Pariser Endbahnhof Gare des Invalides durch die Compagnie des chemins de fer de l’Ouest (Ouest). Um höhengleiche Bahnübergänge zu vermeiden, wurde die Strecke in diesem Abschnitt in einem Einschnitt angelegt.
Ursprünglich hieß der Bahnhof Pont Mirabeau und wurde anfangs nur von den Dampfzügen der Ligne de Moulineaux zwischen dem Champ de Mars und Puteaux bedient. Erst am 1. Juli 1901 konnte mit dem Abschnitt von Issy bis Meudon-Val Fleury die Ligne des Invalides in Richtung Versailles verlängert und auf ihr der elektrische Vorortverkehr aufgenommen werden.

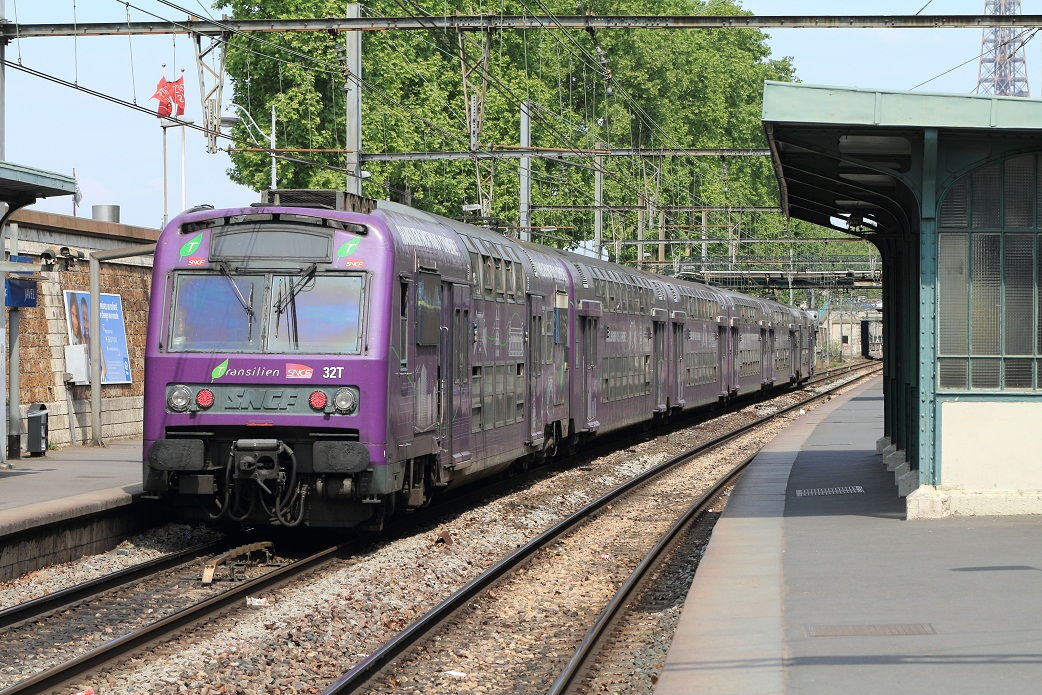
Zug der Baureihe Z 5600 der RER-Linie C im Bahnhof Javel (2011)

Das Empfangsgebäude am Pont Mirabeau wurde von dem Architekten Juste Lisch entworfen. Es wurde auf Straßenniveau quer über den der Gleisen errichtet. Zu jedem der beiden Seitenbahnsteige führt eine Treppe, die Bahnsteige sind abschnittsweise mit einem Wetterschutz ausgestattet.
Im Jahr 2016 wurde der Bahnhof täglich von rund 9200 Reisenden genutzt. Die nahe Station Javel – André Citroën der Linie 10 der Métro ist nicht direkt mit der RER-Station Javel verbunden.